# Monument commémoratif à Louis Giraud
Le Monument à Louis Giraud est un groupe sculpté en pierre situé sur la commune de Pernes-les-Fontaines, dans le Vaucluse. Il fait suite à la création du canal de Carpentras, où Louis Giraud joua un grand rôle.

## Histoire
En tant que maire de Pernes-les-Fontaines et conseiller général de Vaucluse, Louis Giraud œuvra pour la création d'un système d'irrigation agricole dans son département. Le syndicat de gestion du canal de Carpentras fut créé en 1853, le canal est inauguré en 1857.
Afin d'honorer la mémoire de Louis Giraud pour cette entreprise, un monument a été inauguré le 20 septembre 1925 à Pernes-les-Fontaines. Ce monument est inscrit au titre des monuments historiques depuis le 23 juillet 2009.

## Le monument
Le Monument à Louis Giraud est un groupe en pierre et bronze réalisé par Marius Saïn (de) ,. Il représente Louis Giraud assis au sommet d'un piédestal, devant un bas-relief en pierre représentant un paysage vauclusien parcouru par le canal surplombé d'un des ponts-aqueducs, devant lequel se détache en haut-relief une paysanne contadine portant un panier remplit des fruits de la terre, bienfait résultant des effets du canal. Une allégorie de Fleuve déversant de l'eau dans la fontaine est allongée à la base du piédestal. La statue de Louis Giraud, à l'origine en bronze, fut envoyé à la fonte sous le régime de Vichy. Pour la remplacer, une version en pierre, inspirée du modèle initial en plâtre conservé à Carpentras au musée Comtadin-Duplessis, a été sculptée par Jean-Louis Morin après la Seconde Guerre mondiale.

## En savoir plus